# Paul Steffenhagen
Paul Steffenhagen (* 23. September 1884; † im 20. Jahrhundert) war ein deutscher Sportfunktionär in mehreren Sportarten, vorwiegend jedoch im Tischtennisbereich.

## Werdegang
Paul Steffenhagen lebte in Berlin. Vor seinen Aktivitäten im Tischtennisbereich widmete er sich noch mehreren Funktionärsaufgaben. Zunächst arbeitete er als Sportjournalist, wurde dann Geschäftsführer der Deutschen Sportbehörde für Leichtathletik, wirkte als Vorstandsmitglied im Berliner Schlittschuhclub und war im Verein der Deutschen Sportpresse aktiv.
Von 1925 bis 1945 war er Präsident des Tennis Club Rot-Weiß Berlin. Als 1925 der Deutsche Tischtennis-Bund DTTB gegründet wurde, wurde er als Generalsekretär in den Vorstand gewählt. Ab 1938 wurde er zusätzlich DTTB-Pressewart. Beide Ämter hatte er bis 1945 inne, er führte sie ehrenamtlich.
Paul Steffenhagen gestaltete maßgebend die Entwicklung des DTTB, indem er an der Erstellung der Spielregeln mitarbeitete, sich für die Gewinnung und Förderung von Tischtennisvereinen einsetzte und die Interessen des DTTB im Weltverband ITTF vertrat. Auch als DTTB-Schriftführer trat er in Erscheinung.